# Peter Werner (Biologe)
Peter Werner (* 17. Oktober 1948 in Limbach (Vogtland)) ist ein deutscher Mikrobiologe, Biochemiker und Professor für Grundwasser- und Bodensanierung an der Technischen Universität Dresden.

## Werdegang
Ab 1969 studierte Werner Biologie und Chemie an der Universität des Saarlandes in Saarbrücken; das Diplom in Mikrobiologie erlangte er dort 1978, die Promotion zum Dr. rer. nat. im darauf folgenden Jahr.
Von 1991 bis 1995 leitete er das Technologiezentrum „Wasser“ des Deutschen Vereins des Gas- und Wasserfaches und erfüllte bis 1994 zudem Lehraufträge an der Technischen Hochschule Karlsruhe für die Mikrobiologie des Wassers.
Den Lehrstuhl für Altlasten der TU Dresden besetzte Werner ab 1994; der Lehrstuhl wurde 2008 umgewidmet auf Grundwasser- und Bodensanierung. Zusammen mit Bernd Bilitewski gründete er das Institut für Abfallwirtschaft und Altlasten an der TU Dresden, dessen Direktor er bis 2004 und erneut 2011 bis 2012 war. Die Fakultät für Forst-, Geo- und Hydrowissenschaften leitete er von 2003 bis 2009 als Dekan.
Im Rahmen der Forschungsinitiative „International Water Alliance Saxony“ (IWAS) forschte Peter Werner mit deutschen und vietnamesischen Kollegen in Zusammenarbeit mit Verantwortlichen der Wasserwirtschaft beider Länder zu Wasserversorgung und Abwasserbehandlung in Vietnam.
Seit Oktober 2012 ist Werner im Ruhestand.

## Mitgliedschaften
- Deutscher Verein des Gas- und Wasserfaches
- Bund der Ingenieure für Wasserwirtschaft, Abfallwirtschaft und Kulturbau
- Gesellschaft für Chemische Technik und Biotechnologie
- Gesellschaft Deutscher Chemiker

## Ehrungen
- Ehrendoktor der Vietnamesische Nationaluniversität Hanoi, 2009